# Ewa Ostrowska (językoznawczyni)

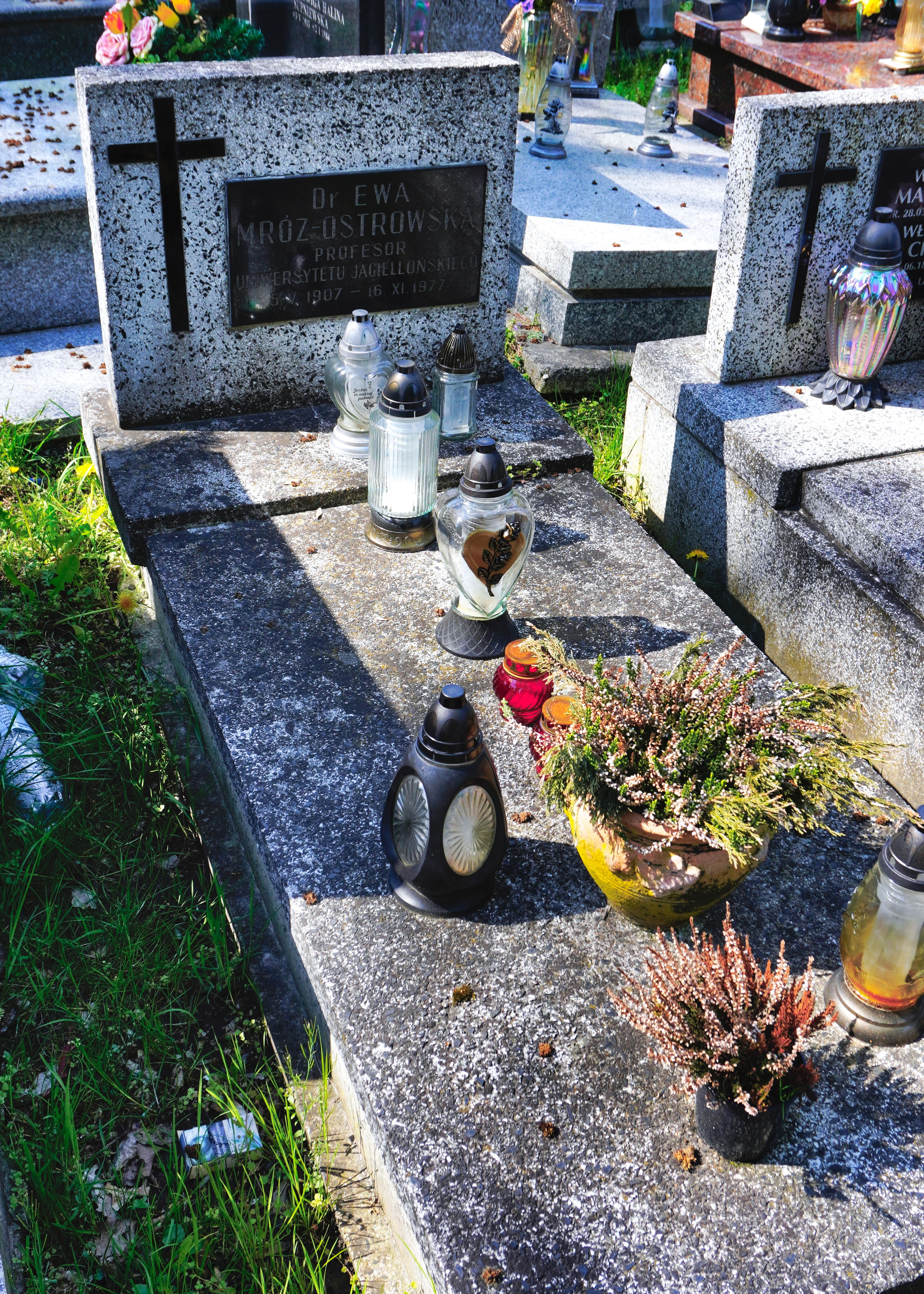
Grób Ewy Ostrowskiej na cmentarzu Rakowickim w Krakowie

Ewa Ostrowska z domu Mróz (ur. 5 maja 1907 w Kolbuszowej, zm. 16 listopada 1977 w Krakowie) – polska językoznawczyni, polonistka, historyczka literatury polskiej i dialektolożka.

## Życiorys
Była córką inspektora szkolnego i nauczycielki. Po zdaniu matury w 1926 roku rozpoczęła studia polonistyczne na Wydziale Filozoficznym Uniwersytetu Jagiellońskiego. Podczas nich była uczennicą m.in. Kazimierza Nitscha i Ignacego Chrzanowskiego. Studia ukończyła w 1932 roku, otrzymując tytuł magistra filozofii na podstawie pracy pt. „Mazowieckie nazwy przyrodnicze. 1. Gryka, 2. Chaber, 3. Sokora, 4. Jegla”. Po poprawkach i uzupełnieniu przez Nitscha tekst opublikowano w „Ludzie Słowiańskim”. W latach 1933–1939 oraz 1945–1946 pracowała jako nauczycielka w rzeszowskim gimnazjum. W 1946 roku uzyskała stopień doktora filologii polskiej, broniąc pracy pt. „Historyczna składnia komparatywu względnego w języku polskim”.
W 1947 roku przeniosła się do Krakowa. 1 października tegoż roku rozpoczęła współpracę z zespołem Słownika staropolskiego, którą kontynuowała do 1965 roku. W 1948 roku została zatrudniona na Uniwersytecie Jagiellońskim. Początkowo pracowała jako asystent w Zakładzie Filologii Słowiańskiej, a od 1950 roku jako adiunkt w Zakładzie Języka Polskiego. W 1954 objęła funkcję docenta, w 1966 roku stanowisko profesora nadzwyczajnego, a w 1973 roku profesora zwyczajnego w Instytucie Filologii Polskiej Uniwersytetu Jagiellońskiego.
Zmarła 16 listopada 1977 w Krakowie. Została pochowana na cmentarzu Rakowickim (kwatera LVI, rząd 43, gr. 2).

## Życie prywatne
W 1933 roku wyszła za mąż za Jerzego Ostrowskiego, który zmarł w 1941 roku w obozie koncentracyjnym Mauthausen.